# Vicent Salvà i Pérez
Vicent Salvà i Pérez (València, 10 de novembre de 1786 - París, 5 de maig de 1849) fou un polític i editor literari valencià.

## Biografia
Pertanyia a una família de comerciants benestants de vellut d'origen mallorquí. Es llicencià en filosofia, llatí, grec i dret a la Universitat de València, i el 1802 estudià també teologia. El 1807 treballà com a catedràtic suplent de grec a la Universitat d'Alcalá de Henares, on conegué al liberal català Antoni Puig i Blanch. Degut a la Guerra del Francès tornà a València, on el 1809 va obrir una llibreria amb el seu cunyat Pere Joan Mallén, on va vendre traduccions d'autors romàntics i liberals com Jean-Jacques Rousseau, Jacques-Henri Bernardin de Saint-Pierre, Jean-Joseph Regnault-Warin i François-René de Chateaubriand. també fou regidor de l'ajuntament de València i capità de la Milícia Nacional.
De 1812 a 1813 va viure a Mallorca, on va col·laborar en la publicació de l'Aurora Patriótica Mallorquina, d'Isidoro de Antillón y Marzo. Després de la tornada de Ferran VII al tro tornà al seu negoci editorial, però el 1817 fou denunciat per la Inquisició sota l'acusació de vendre llibres prohibits. Marxà aleshores a França i Itàlia, on aconseguí un permís del Papa Pius VII per a comprar llibres prohibits. Tornà a València el 1818, però tot i així fou processat. Durant el Trienni Liberal fou escollit regidor de l'ajuntament de València el 1820 i diputat a les Corts de 1822, on serà secretari del Congrés dels Diputats i força actiu entre els liberals exaltats en la seva defensa de la llibertat d'impremta i votà a favor de la suspensió de Ferran VII. Quan els Cent Mil Fills de Sant Lluís del Duc d'Angulema invadiren Espanya marxà cap a Sevilla i després a Cadis, d'on passaria a Gibraltar i d'ací a Londres. on s'establí el 1824.
Un cop a Londres va obrir la Spanish and Classical Library on va organitzar subhastes, catàlegs i exposicions de llibres espanyols antics, fou professor de l'Ateneo Español de Londres i col·laborà a El Repertorio Americano d'Andrés Bello, però s'enemistà amb Antoni Puig i Blanch quan aconsellà a l'English Foreign Biblical Society la traducció d'una Bíblia al català i donà suport Joaquim Llorenç Villanueva i Astengo contra ell.
El 1830 deixà la llibreria de Londres al seu fill Pere Salvà i marxà a París, on va fundar la Librería Hispano-Americana amb l'editor francès Adolphe Bossange. Aquesta empresa va obrir establiments a Mèxic, Guatemala, Xile, Perú, Argentina i València. Durant aquest temps va compondre algunes gramàtiques, va escriure poesia en català (que el situa com un dels precursors de la Renaixença) i novel·les romàntiques en castellà.
Amb l'aprovació de l'Estatut Reial de 1834 va tornar a València, i fou escollit novament diputat per València a les Corts Espanyoles de 1836, que el nomenaren també secretari del Congrés dels Diputats. Fou també membre de la Junta Consultiva constituïda a València arran dels avalots d'octubre de 1838. El 1839 va viatjar arreu d'Espanya a la recerca de llibres antics per a la seva biblioteca privada. A la seva mort aquesta passà al seu fill, qui el 1872 en publicà un catàleg. Adquirida pel marquès d'Heredia, a la seva mort es va dispersar.

## Obres
- Don Termópilo o defensa del Prospecto del Doctor Puigblanch. Por Perico de los Palotes (1829)
- Gramática de la lengua castellana (1830)
- Nuevo diccionario de la lengua castellana (1846).
- Lo somni (1831)
- Irene y Clara o la madre imperiosa (1830)
- La bruja o cuadro de la corte de Roma (1830), en col·laboració amb Villanueva.
- Apuntes sobre la propiedad literaria (1838)